# Iwo Jima (Schiff, 1961)
Die USS Iwo Jima (LPH-2) war der erste speziell für amphibische Angriffe gebaute Hubschrauberträger der Welt und das erste Schiff der gleichnamigen Iwo-Jima-Klasse der United States Navy. Sie hatte ihren Stapellauf am 17. September 1960 auf dem Puget Sound Naval Shipyard in Bremerton und wurde von Mrs. Harry Schmidt getauft. Ihr erster Kapitän wurde am 26. August 1961 Captain T. D. Harris.
Die Iwo Jima trug Helikopter und Einheiten der US Marines, die im Rahmen des Konzepts der „vertikalen Umfassung“ für amphibische Operationen verwendet werden sollten. Nach ihrer Jungfernfahrt verbrachte sie den Rest des Jahres 1961 vor der kalifornischen Küste bei amphibischen Übungen. Im April 1962 schloss sich das Schiff der Joint Task Force 8 im Seegebiet zwischen Johnston Island und Hawaii an, um bei einer Serie von Nuklearwaffentests zu helfen. Die Iwo Jima evakuierte mehrere Inseln und nahm an der Testauswertung teil. Sie verließ das Testgebiet am 26. Juli in Richtung Pearl Harbor und fuhr weiter nach San Diego, wo sie am 10. August 1962 eintraf.

## Kuba-Krise
Im September nahm das Schiff an groß angelegten amphibischen Übungen in Kalifornien teil und verließ San Diego am 17. Oktober für ihren ersten Einsatz im Westpazifik. Als sich jedoch am 19. Oktober die Kuba-Krise um sowjetische Raketen auf Kuba entzündete, kehrte die Iwo Jima sofort nach San Diego zurück, lud zwischen dem 22. und 27. Oktober Marines auf und nahm schnellstmöglich Kurs auf die Karibik. Bis sich die Lage im Dezember entspannte, kreuzte die Iwo Jima im amerikanischen Flottenverband um Kuba in Bereitschaft. Am 13. Dezember 1962 kam sie wieder in San Diego an.
Während der ersten Hälfte des Jahres 1963 operierte die Iwo Jima von ihrem Heimathafen San Diego aus und führte erneut Übungen durch. Am 30. August startete sie zu ihrer lange verschobenen Reise in den Westpazifik. Sie gehörte nun zur 7. US-Flotte und kam bis zu den Philippinen und Taiwan.

## Erste Einsätze in Vietnam
Am 31. Oktober 1963 verließ die Iwo Jima die philippinischen Gewässer zu Spezialoperationen entlang der Küste von Südvietnam, um amerikanische Staatsbürger während einer Zeit sich verstärkender Kämpfe zu schützen. Sie kehrte am 12. November in die United States Naval Base Subic Bay zurück. In den folgenden Monaten war sie mit Spezial-Landungstruppen der Marines für verschärftes Training von amphibischen Angriffen und Landeüberfällen vor den Küsten von Taiwan und Okinawa unterwegs. Nachdem sie in Sasebo (Japan) Munition entladen hatte, machte sie sich am 13. April 1964 auf den Rückweg nach San Diego, wo sie am 28. April eintraf. Nachdem sie erneut Trainingsmanöver mit Marines vor der kalifornischen Küste durchgeführt hatte, wurde sie in der Long Beach Marineschiffswerft überholt. Diese Arbeiten waren bis zum 7. Dezember 1964 abgeschlossen, als die Iwo Jima mit amphibischem Auffrisch-Training vor den Hawaii-Inseln begann. Am 13. März 1965 verließ sie Pearl Harbor in Richtung San Diego, wo sie 6 Tage später eintraf.
Die Iwo Jima wurde mit Tonnen von Nachschub und einer großen Zahl Army-Helikoptern, Tanklastwagen und Fahrzeugen beladen. Fast 1.000 Mann Truppen waren neben der Besatzung auf dem Schiff untergebracht, als sie am 12. April ihre Reise nach Westen begann. In der Nähe von Pearl Harbor wurden am 17. April etwa 50 Marines und deren Ausrüstung abgeladen. Von dort aus ging es direkt nach St. Jacques in der Republik Vietnam, wo am 1. und 2. Mai die 77 Helikopter mit Truppen und Nachschub das Schiff verließen. Die Iwo Jima fuhr weiter nach Subic Bay, wo Truppen und Ausrüstung für die amphibische Landung bei Chu Lai am 11. Mai 1965 an Bord genommen wurden.

### Landung bei Chu Lai
Die Iwo Jima blieb etwa einen Monat vor Chu Lai und schützte die Marines, die an der sandigen Küste einen Flugplatz aufbauten. Außer für die Helikopter-Unterstützung war sie auch für die Unterstützung der Marines mit Küche, Duschen, Nachschub, Lagerkapazitäten und Post zuständig. Außerdem leitete sie während des ganzen Monats die ständigen Entladungen von Schiffen am Strand. Am 7. Juni 1965 setzte sie Staffelpersonal und Helikopter bei Hue-Phu Bai ab, etwa 30 Meilen nördlich von Da Nang. Nach einigen Tagen Pause in Subic Bay wurde sie nach Sasebo und anschließend nach Buckner Bay auf Okinawa beordert, wo sie Marines mit deren Ausrüstung und weiteren Nachschub an Bord nahm. Diese Arbeiten wurden am 26. Juni 1965 abgeschlossen, als sie zusammen mit der USS Talladega und der USS Point Defiance Kurs auf Quinohn in der Republik Südvietnam nahm. Diese Schiffe bildeten zusammen die Task Group 76.5, die die gesamten Marine-Speziallandungstruppen der 7. US-Flotte trug. Am 30. Juni erreichte die Gruppe Quinohn, etwa 100 Meilen südlich von Chu Lai. Am folgenden Tag landeten die Marines an der Küste und nahmen Verteidigungspositionen ein, um Army-Pioniere und Kommunikationseinheiten zu schützen.

### Bergung der USS Frank Knox
Die Iwo Jima verblieb bis zum 20. Juli zur Verteidigungsunterstützung vor Quinohn und fuhr dann in Richtung des Pratasriffs, etwa 240 Meilen südwestlich von Taiwan. Als sie dort am Morgen des 22. Juli eintraf, unterstützten ihre Hubschrauber die Bergung des am Pratasriff auf Grund gelaufenen Zerstörers USS Frank Knox. Der Seegang infolge der Ausläufer des nahenden Taifuns Gilda warf den festliegenden Zerstörer so stark herum, dass es für kleinere Boote nicht möglich war, längsseits zu gehen. Mit den Hubschraubern wurden unter schwierigsten Bedingungen zusätzliche Männer auf den Zerstörer abgeseilt, während vier Meter hohe Wellen über die Frank Knox hereinbrachen. Die Iwo Jima unterstützte den Zerstörer mit warmem Essen, Kleidung, Wasser, Pumpen, Treibstoff, Kompressoren, Schweißgeräten, Schiffssicherungsausrüstung und Technikern. Wasser wurde von den Hubschraubern in speziellen Tanks auf das Schiff gebracht, die vom Tender USS Prairie gebaut worden waren. Im Maschinenraum versuchten die Techniker beider Schiffe, den Kessel der Frank Knox unter Dampf zu halten. So lange der Kessel funktionierte, bestanden Aussichten, das Schiff freizubekommen. Am 1. August 1965 wurden die Iwo Jima und die Talladega an der Unfallstelle von der Point Defiance abgelöst. Nach einem kurzen Hafenaufenthalt in Hongkong fuhren beide Schiffe in Richtung der Philippinen.

## Weitere Vietnam-Einsätze
Am 17. August 1965 verließ die Iwo Jima Subic Bay in Richtung Vung Tau (Republik Vietnam), um an der Operation Starlight teilzunehmen, einer fünftägigen Mission, bei der etwa 600 Vietcong-Kämpfer getötet wurden. Die erfolgreiche amphibische Operation wurde vom Geschützfeuer des Kreuzers USS Galveston und zwei Zerstörern unterstützt. Die medizinischen und Evakuierungs-Teams der Iwo Jima hielten die amerikanische Verlustquote sehr niedrig. Auf der Rückfahrt nach Subic Bay erfuhr die Besatzung, dass die Frank Knox wieder schwamm, was der Moral der Crew, die viel harte Arbeit am Pratas-Riff verrichtet hatte, sichtlich gut tat. Zwischen dem 1. und 2. September setzte sie eine Marine-Landungstruppe bei Chu Lai ab und nahm im Gegenzug 800 abgelöste Marines an Bord, die sie nach Buckner Bay brachte.
Die Iwo Jima landete die ausgetauschten Truppen auf Okinawa an und traf am 10. September erneut vor Quinohn ein, wo sie die Landung der 1. US-Kavalleriedivision der Army deckte. Bis zum 1. Oktober hatte sie drei amphibische Operationen entlang der Küste unterstützt und machte sich nun auf den Weg in südliche Gewässer. Sie blieb in Bereitschaft, um eine mögliche Evakuierung von US-Staatsbürgern im von Aufständen geplagten Indonesien durchzuführen. Acht Tage später fuhr sie zunächst nach Da Nang, um eine Hubschrauber-Staffel auszutauschen, und anschließend nach Subic Bay, wo sie von der USS Valley Forge abgelöst wurde. Nach einem Besuch in Yokosuka machte sie sich am 1. November auf den Weg in ihren Heimathafen San Diego, wo sie am 17. November 1965 eintraf. Einige Monate später trat sie wieder der Amphibious Ready Group der 7. Flotte bei, einer schnell beweglichen Angriffsgruppe, die zwischen März 1965 und September 1966 mehr als 20 amphibische Angriffe entlang der südvietnamesischen Küste durchgeführt hatte. Eine dieser Missionen fand nur drei Meilen südlich der demilitarisierten Zone statt, wo ein Regiment der nordvietnamesischen Division 342B Südvietnam durch die neutrale Zone hindurch infiltriert hatte.
Während der ersten drei Monate des Jahres 1966 wurde die Iwo Jima in San Diego überholt und verbessert. Von April bis Juni fand als Vorbereitung zu ihrem erneuten Einsatz im Westpazifik Auffrischungstraining statt. Am 24. Juli passierte sie die Vulkaninsel, deren kostspielige Eroberung durch mutige Seeleute und Marines ihr ihren Namen gab. Mit an Bord war eine der Marine-Gruppen, die vor über zwei Jahrzehnten auf Iwo Jima gelandet waren. Nach Operationen im Seegebiet vor Vietnam fuhr sie nach Japan. Am 30. Dezember war sie wieder unterwegs im Rahmen von Spezialoperationen im Mekong-Delta. Anfang Januar 1967 wurde der Kommandant, Captain Nils W. Boe, von Captain F. X. Timmes abgelöst. Vor seiner Abreise sagte Captain Boe in einer Ansprache an Mütter und Frauen: „Ich möchte jeder von Ihnen dafür danken, dass Sie mir diese großartigen jungen Männer für eine Weile ausgeliehen haben. Sie gaben mir das Gefühl, drei Meter groß zu sein.“

## Apollo 13
Am 17. April 1970 war die Iwo Jima das Flaggschiff der Task Force, die auf die Astronauten des Raumschiffs Apollo 13 nach ihrem „erfolgreichen Fehlschlag“ wartete. In dem viele Jahre später gedrehten gleichnamigen Film mit Tom Hanks, der die Ereignisse von damals nachstellte, wurde sie allerdings von ihrem Schwesterschiff New Orleans gespielt, da die echte Iwo Jima zu diesem Zeitpunkt bereits ausgemustert war. Das Schiff war 1993 außer Dienst genommen worden und wurde zur Verschrottung verkauft.